# Zhangiella bitentaculata
Zhangiella bitentaculata är en nässeldjursart som först beskrevs av Xu, Huang och Chen 1991.  Zhangiella bitentaculata ingår i släktet Zhangiella och familjen Australomedusidae. Inga underarter finns listade i Catalogue of Life.